# Имени Чапаева (Кривой Рог)
Имени Чапаева — исторический район в Терновском районе города Кривой Рог Днепропетровской области.

## История
Заложен в конце 1890-х годов как горняцкий посёлок на землях помещицы А. Е. Харченко. Впоследствии перешёл во владение к помещику Сергею Колачевскому.
Развитие получил в 1930-х и 1950—1970-х годах. Проживают горняки бывшего Рудоуправления имени В. И. Ленина.

## Характеристика
Жилой массив частной и малоэтажной застройки на западе Терновского района на правом берегу реки Саксагань.
Площадь 58,7 га. Имеет 9 улиц, на которых проживает до 900 человек.